# Melitaea cinxia
La doncella punteada (Melitaea cinxia) es un lepidóptero ropalócero de la familia Nymphalidae.

## Descripción

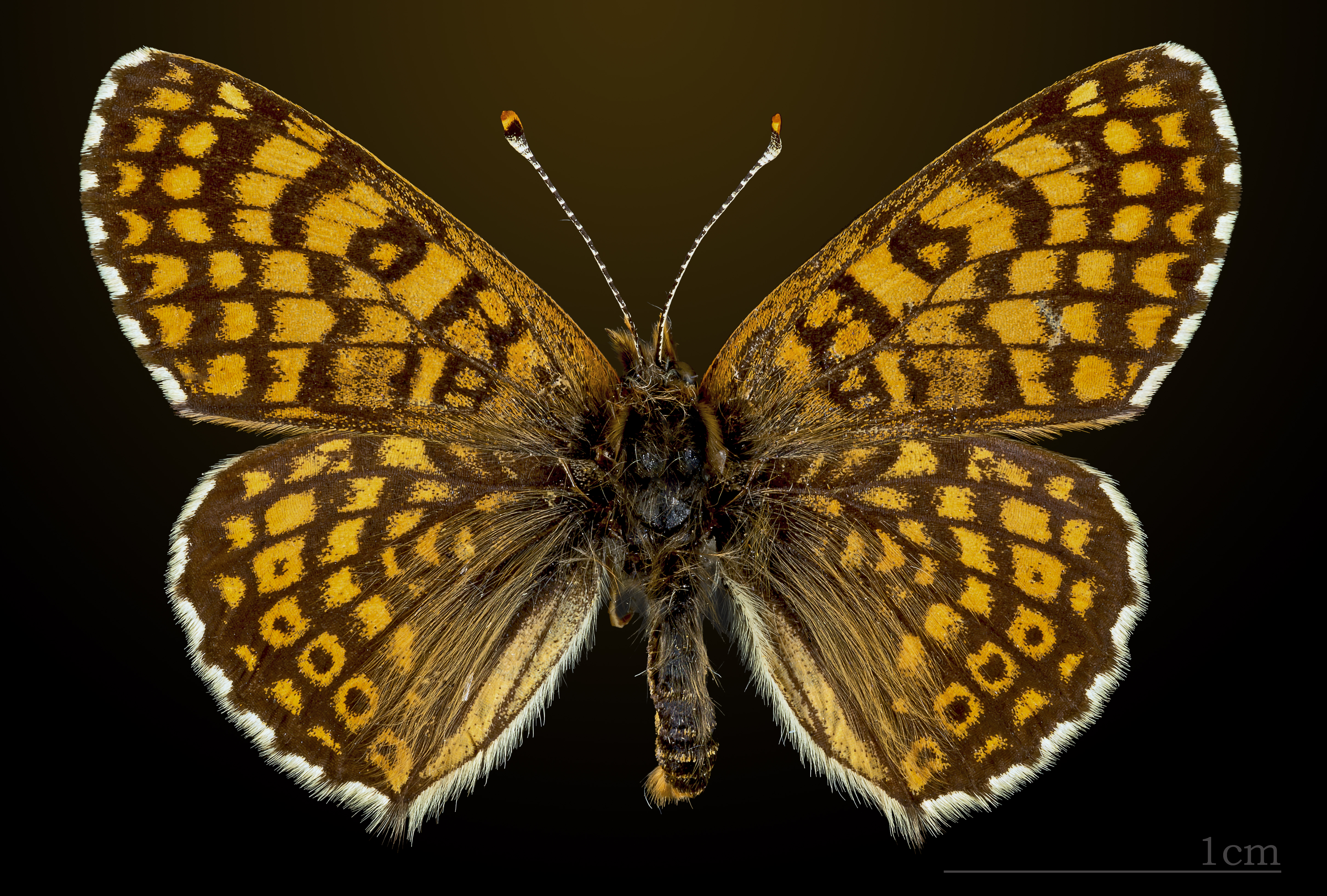
Melitaea cinxia dorsal
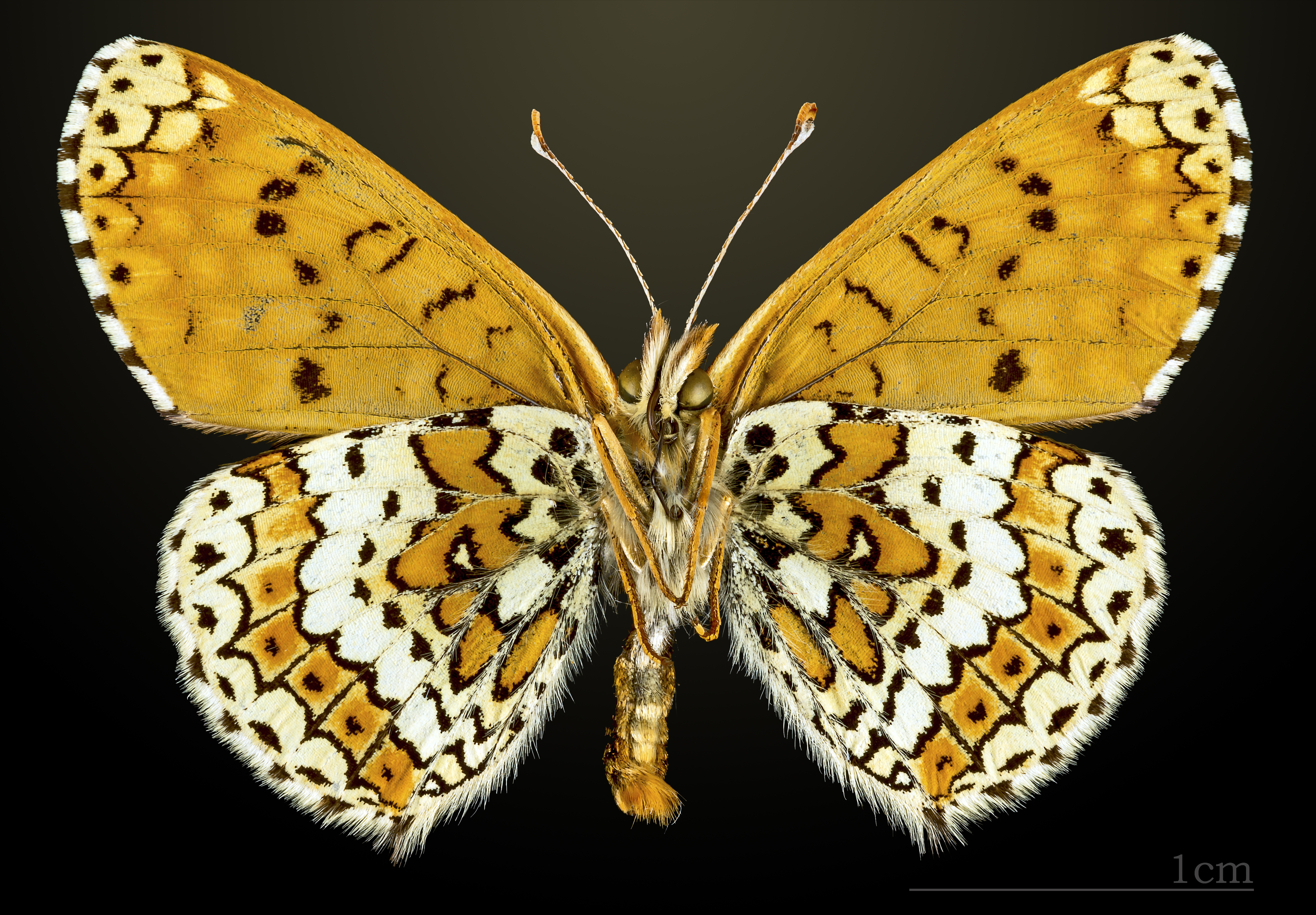
△ Melitaea cinxia ventral
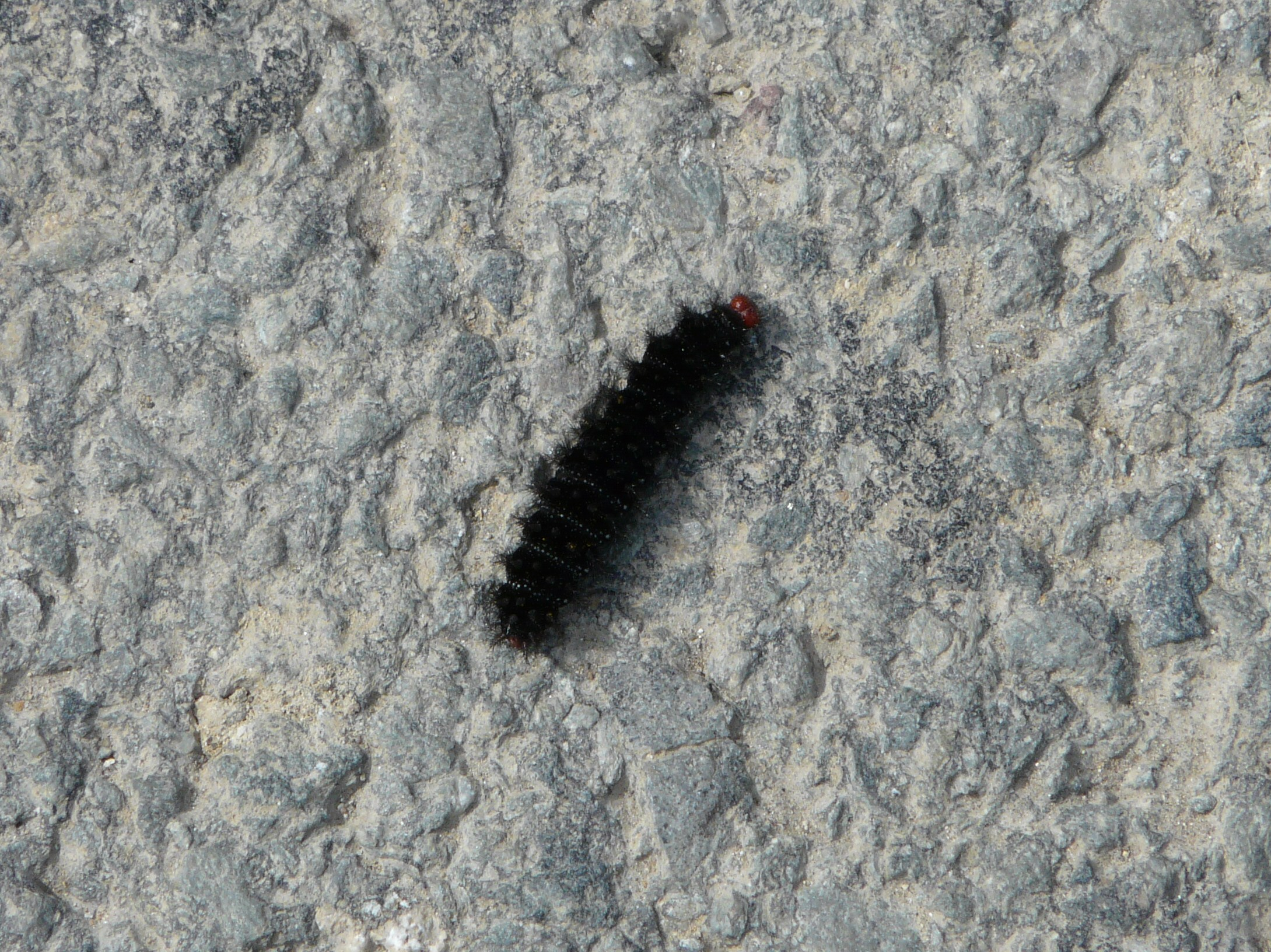
Oruga

## Distribución
Se extiende por Marruecos, oeste de Argelia, Europa, Turquía, Líbano, Rusia, norte del Kazajistán y Mongolia. En la península ibérica se encuentra en sierras de la mitad norte y del suroeste.

## Hábitat
Diverso: zonas herbosas con flores, márgenes de cultivo, claros de bosque, laderas abiertas. 
La oruga se alimenta de varias especies de Plantago, Centaurea y Veronica teucrium.

## Periodo de vuelo e hibernación
Univoltina en África una generación entre finales de abril y junio. Al norte, centro y oeste de Europa también una sola generación entre principios de mayo y medios de julio; al sudeste de Europa una generación entre finales de abril y comienzos de agosto, mientras que en zonas más cálidas hay dos, (bivoltina) la primera en mayo y junio y la segunda en agosto y septiembre.  Hiberna como oruga, en grupos.